# Wang Chunli
Wang Chunli, född 11 augusti 1983 i Jilin, är en kinesisk skidskytt.
Hon vann Kinas första världscupseger den 6 december 2008 i Östersund.